# Skipton
Skipton este un oraș în comitatul North Yorkshire, regiunea Yorkshire and the Humber, Anglia. Orașul se află în districtul Craven a cărui reședință este. 